# Anatemnus tonkinensis
Anatemnus tonkinensis es una especie de arácnido del orden Pseudoscorpionida de la familia Atemnidae.

## Distribución geográfica
Se encuentra en Laos y Vietnam.